# Braye-sur-Maulne
Pour les articles homonymes, voir Braye et Maulne (homonymie).
Braye-sur-Maulne est une commune française située dans le département d'Indre-et-Loire, en région Centre-Val de Loire.

## Géographie
La commune de Braye-sur-Maulne est située au nord-ouest du département d'Indre-et-Loire, à la limite du Maine-et-Loire et de la Sarthe. Elle fait partie du canton de Château-la-Vallière qui est située à 8 km au sud-est. Le terme braye vient du mot celtique bray qui désigne un terrain humide, lourd et boueux ce qui correspond bien au sol de la commune. En effet la commune est traversée par la Maulne, rivière de première catégorie qui se jette dans le Loir. La commune s'est, dans un premier temps, appelée Braye-Château pour la différencier de Braye-sous-Faye. L'appellation Braye-sur-Maulne définitive a été choisie en 1806. La ville de Marcilly-sur-Maulne est la ville la plus proche. Elle est située de l'autre côté de la Maulne de façon symétrique.
| Marcilly-sur-Maulne | Villiers-au-Bouin | Villiers-au-Bouin |
| Marcilly-sur-Maulne | Braye-dur-Maulne  | Villiers-au-Bouin |
| Marcilly-sur-Maulne |                   | Lublé             |

### Hydrographie

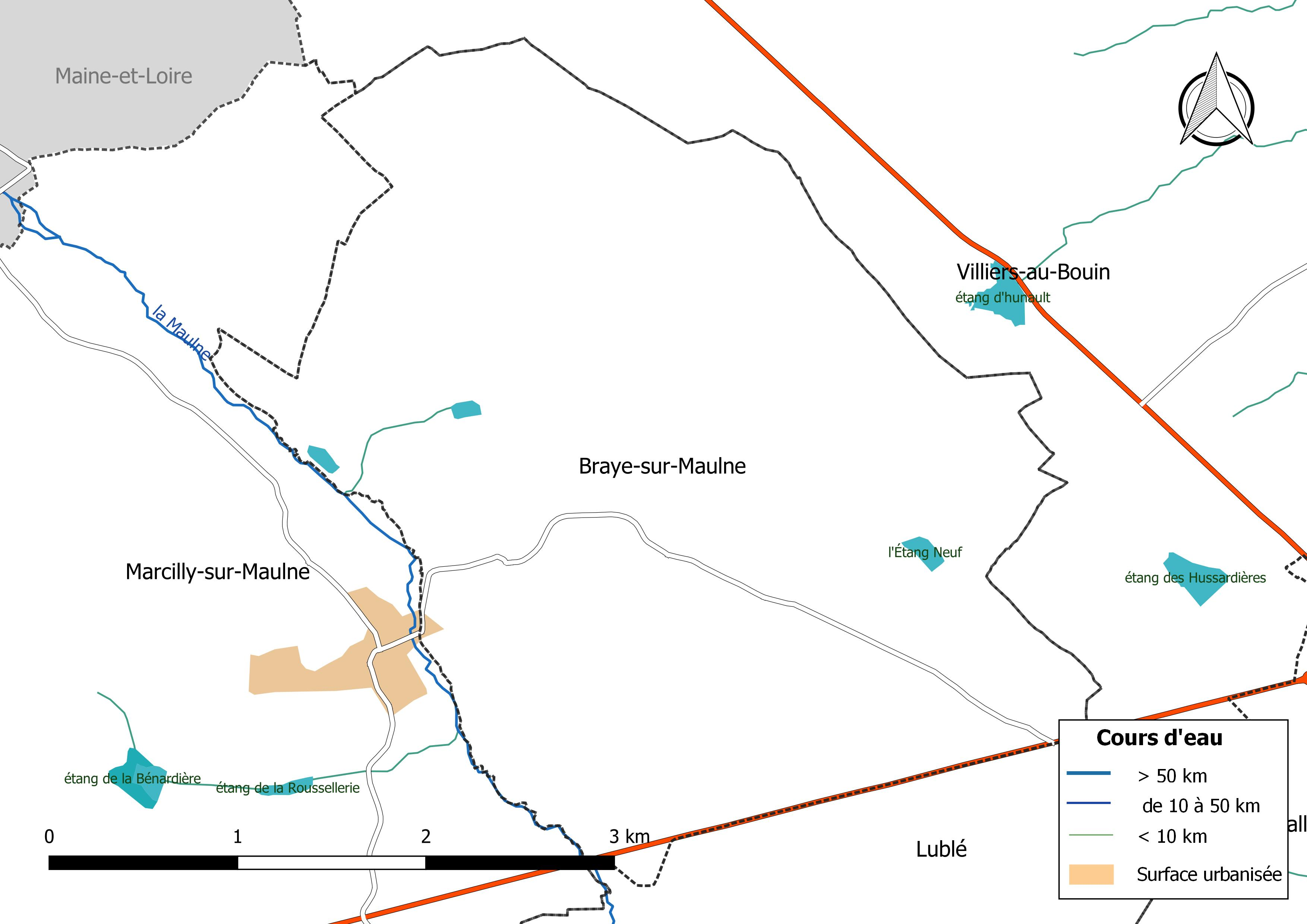
Réseau hydrographique de Braye-sur-Maulne.

Le réseau hydrographique communal, d'une longueur totale de 1,34 km, comprend un cours d'eau notable, la Maulne (0,515 km), et un petits cours d'eau pour certains temporaires,.
La Maulne, d'une longueur totale de 28,7 km, prend sa source au nord de Courcelles-de-Touraine et se jette  dans le Loir à La Chapelle-aux-Choux, après avoir traversé 10 communes. 
Sur le plan piscicole, la Maulne est classée en première catégorie piscicole. Le groupe biologique dominant est constitué essentiellement de salmonidés (truite, omble chevalier, ombre commun, huchon).
Trois zones humides ont été répertoriées sur la commune par la direction départementale des territoires (DDT) et le conseil départemental d'Indre-et-Loire : « la vallée de la Maulne de Marcilly-sur-Maulne au Moulin Patouillard », « la vallée de la Maulne du Moulin aux Moines à Marcilly-sur-Maulne » et « l'étang Neuf à la Bergerie »,.

### Climat
Pour des articles plus généraux, voir Climat du Centre-Val de Loire et Climat d'Indre-et-Loire.
En 2010, le climat de la commune est de type climat océanique dégradé des plaines du Centre et du Nord, selon une étude du CNRS s'appuyant sur une série de données couvrant la période 1971-2000. En 2020, Météo-France publie une typologie des climats de la France métropolitaine dans laquelle la commune est exposée à un climat océanique et est dans la région climatique Moyenne vallée de la Loire, caractérisée par une bonne insolation (1 850 h/an) et un été peu pluvieux.
Pour la période 1971-2000, la température annuelle moyenne est de 11,3 °C, avec une amplitude thermique annuelle de 14,7 °C. Le cumul annuel moyen de précipitations est de 720 mm, avec 10,8 jours de précipitations en janvier et 6,7 jours en juillet. Pour la période 1991-2020, la température moyenne annuelle observée sur la station météorologique de Météo-France la plus proche, sur la commune de Channay-sur-Lathan à 8 km à vol d'oiseau, est de 12,1 °C et le cumul annuel moyen de précipitations est de 708,7 mm,. Pour l'avenir, les paramètres climatiques de la commune estimés pour 2050 selon différents scénarios d'émission de gaz à effet de serre sont consultables sur un site dédié publié par Météo-France en novembre 2022.

## Urbanisme

### Typologie
Au 1er janvier 2024, Braye-sur-Maulne est catégorisée commune rurale à habitat très dispersé, selon la nouvelle grille communale de densité à sept niveaux définie par l'Insee en 2022.
Elle est située hors unité urbaine. Par ailleurs la commune fait partie de l'aire d'attraction de Tours, dont elle est une commune de la couronne,. Cette aire, qui regroupe 162 communes, est catégorisée dans les aires de 200 000 à moins de 700 000 habitants,.

### Occupation des sols
L'occupation des sols de la commune, telle qu'elle ressort de la base de données européenne d’occupation biophysique des sols Corine Land Cover (CLC), est marquée par l'importance des territoires agricoles (72,5 % en 2018), une proportion identique à celle de 1990 (72,5 %). La répartition détaillée en 2018 est la suivante : 
prairies (40,4 %), forêts (27,4 %), zones agricoles hétérogènes (20,1 %), terres arables (12 %), zones urbanisées (0,1 %). L'évolution de l’occupation des sols de la commune et de ses infrastructures peut être observée sur les différentes représentations cartographiques du territoire : la carte de Cassini (XVIIIe siècle), la carte d'état-major (1820-1866) et les cartes ou photos aériennes de l'IGN pour la période actuelle (1950 à aujourd'hui).

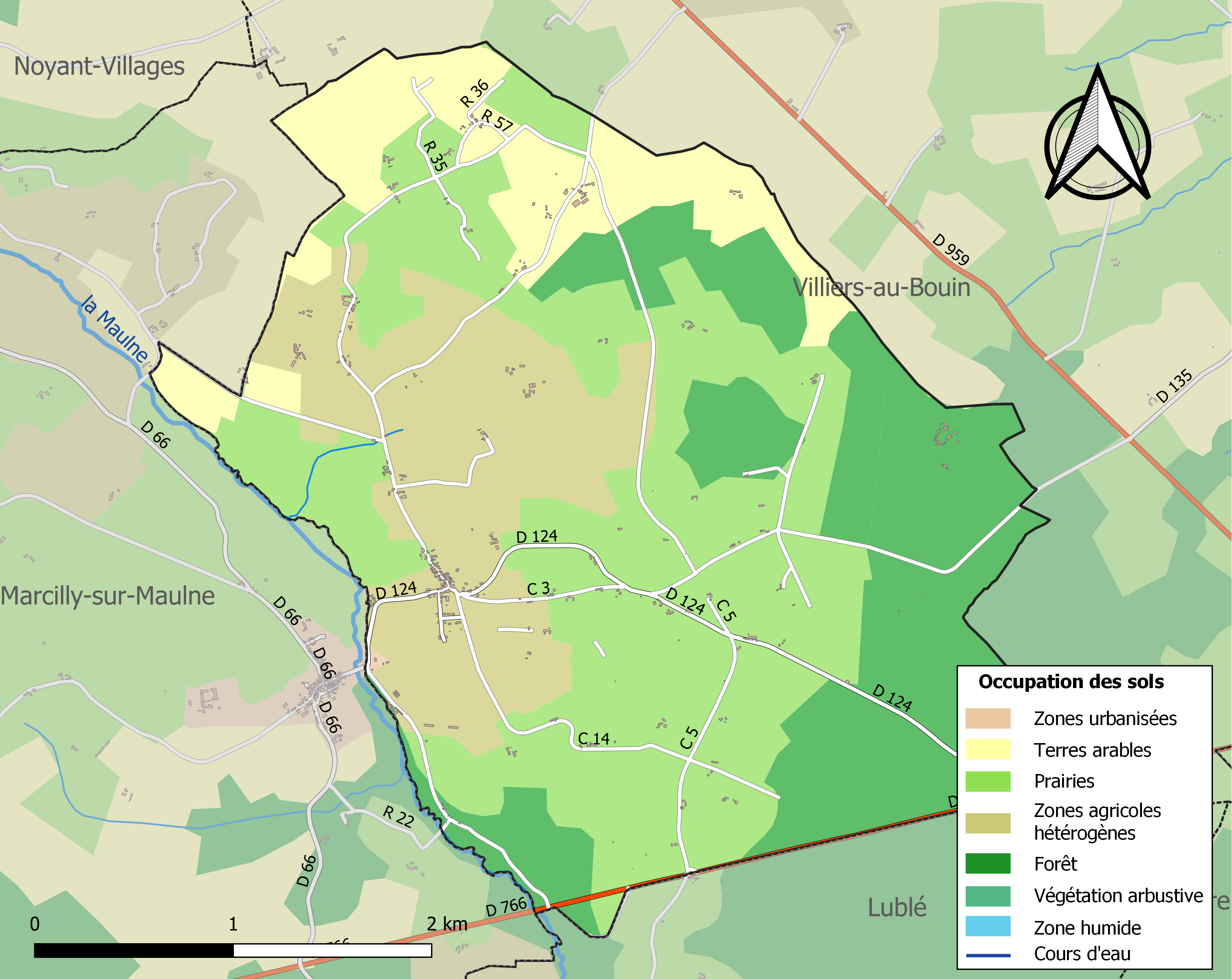
Carte des infrastructures et de l'occupation des sols de la commune en 2018 (CLC).

### Risques majeurs
Le territoire de la commune de Braye-sur-Maulne est vulnérable à différents aléas naturels : météorologiques (tempête, orage, neige, grand froid, canicule ou sécheresse), feux de forêts et séisme (sismicité très faible). Un site publié par le BRGM permet d'évaluer simplement et rapidement les risques d'un bien localisé soit par son adresse soit par le numéro de sa parcelle.
Pour anticiper une remontée des risques de feux de forêt et de végétation vers le nord de la France en lien avec le dérèglement climatique, les services de l’État en région Centre-Val de Loire (DREAL, DRAAF, DDT) avec les SDIS ont réalisé en 2021 un atlas régional du risque de feux de forêt, permettant d’améliorer la connaissance sur les massifs les plus exposés. La commune, étant pour partie dans le massif de Bourgueil, est classée au niveau de risque 1, sur une échelle qui en comporte quatre (1 étant le niveau maximal).

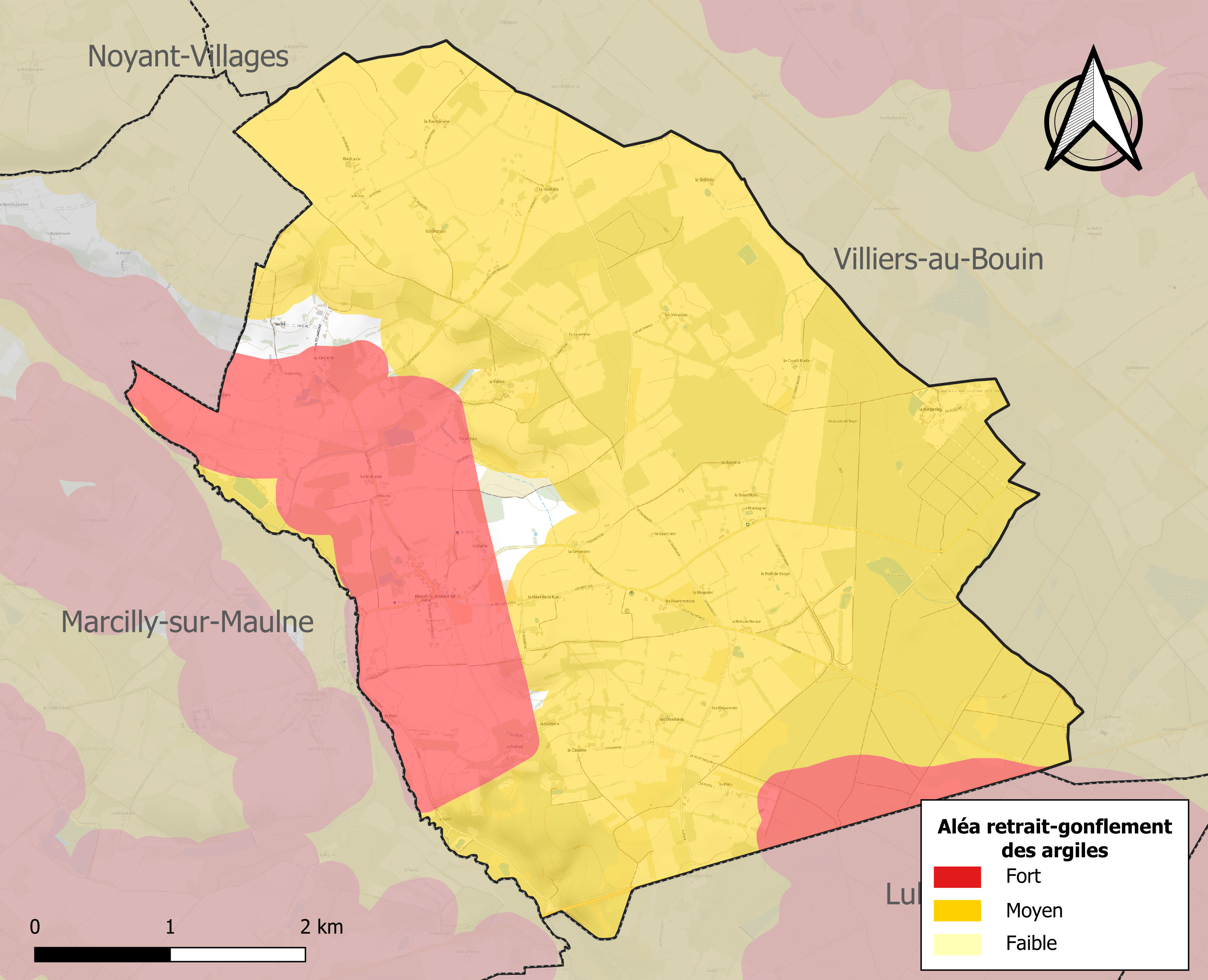
Carte des zones d'aléa retrait-gonflement des sols argileux de Braye-sur-Maulne.

Le retrait-gonflement des sols argileux est susceptible d'engendrer des dommages importants aux bâtiments en cas d’alternance de périodes de sécheresse et de pluie. 97,5 % de la superficie communale est en aléa moyen ou fort (90,2 % au niveau départemental et 48,5 % au niveau national). Sur les 125 bâtiments dénombrés sur la commune en 2019, 120 sont en aléa moyen ou fort, soit 96 %, à comparer aux 91 % au niveau départemental et 54 % au niveau national. Une cartographie de l'exposition du territoire national au retrait gonflement des sols argileux est disponible sur le site du BRGM,.
Concernant les mouvements de terrains, la commune a été reconnue en état de catastrophe naturelle au titre des dommages causés par la sécheresse en 1991 et par des mouvements de terrain en 1999.

## Toponymie
Du Gaulois *bracu, de l'oïl braye « fange, marais », ( plus exactement *brakus, brakōs) qui a d’abord désigné un « fond de vallée humide » puis un « marais ».

## Histoire
Paroisse de la province d'Anjou avant 1789, dépendante du diocèse d'Angers, châtellenie et prévôté dépendantes de la sénéchaussée de Baugé. Rattachée comme d'autres cités de l'Anjou telles que Château-la-Vallière, Gizeux ou encore Bourgueil au département d'Indre-et-Loire en 1790.

## Politique et administration
La commune fait partie de la communauté de communes Touraine Ouest Val de Loire.

### Liste des maires
| Période                                  | Période   | Identité             | Étiquette | Qualité  |
| ---------------------------------------- | --------- | -------------------- | --------- | -------- |
| mars 2001                                | mars 2007 | Patrice Ponsard      | DVD       |          |
| mars 2007                                | 2020      | Bernard de Baudreuil | DVD       | Retraité |
| 2020                                     | En cours  | Cécile Fergeau       |           |          |
| Les données manquantes sont à compléter. |           |                      |           |          |

### Tendances politiques et résultats
| Scrutin             | Scrutin             | 1er tour | 1er tour | 1er tour | 1er tour | 1er tour  | 1er tour | 1er tour | 1er tour  | 1er tour | 1er tour | 1er tour | 1er tour | 2d tour | 2d tour | 2d tour | 2d tour | 2d tour | 2d tour |
| Scrutin             | Scrutin             | 1er      | 1er      | %        | 2e       | 2e        | %        | 3e       | 3e        | %        | 4e       | 4e       | %        | 1er     | 1er     | %       | 2e      | 2e      | %       |
| ------------------- | ------------------- | -------- | -------- | -------- | -------- | --------- | -------- | -------- | --------- | -------- | -------- | -------- | -------- | ------- | ------- | ------- | ------- | ------- | ------- |
| Présidentielle 2017 | Présidentielle 2017 |          | LR       | 34,75    |          | FN        | 31,91    |          | LFI       | 15,60    |          | EM       | 12,06    |         | FN      | 53,64   |         | EM      | 46,36   |
| Présidentielle 2022 | Présidentielle 2022 |          | RN       | 35,11    |          | LREM      | 25,19    |          | LFI       | 17,56    |          | REC      | 6,87     |         | RN      | 59,35   |         | LREM    | 40,65   |
| Législatives 2022   | 5e                  |          | RN       | 33,33    |          | MoDem-Ens | 22,58    |          | PCF-Nupes | 16,13    |          | LR       | 13,98    |         | RN      | 58,14   |         | MoDem   | 41,86   |
| Législatives 2024   | 5e                  |          | RN       | 48,72    |          | MoDem-Ens | 25,64    |          | PCF-NFP   | 15,38    |          | LR       | 7,69     |         | RN      | 52,88   |         | MoDem   | 47,12   |

## Population et société

### Démographie

#### Évolution démographique
L'évolution du nombre d'habitants est connue à travers les recensements de la population effectués dans la commune depuis 1793. Pour les communes de moins de 10 000 habitants, une enquête de recensement portant sur toute la population est réalisée tous les cinq ans, les populations de référence des années intermédiaires étant quant à elles estimées par interpolation ou extrapolation. Pour la commune, le premier recensement exhaustif entrant dans le cadre du nouveau dispositif a été réalisé en 2005.

En 2022, la commune comptait 201 habitants, en évolution de +14,86 % par rapport à 2016 (Indre-et-Loire : +1,67 %, France hors Mayotte : +2,11 %).
| 1793 | 1800 | 1806 | 1821 | 1831 | 1836 | 1841 | 1846 | 1851 |
| ---- | ---- | ---- | ---- | ---- | ---- | ---- | ---- | ---- |
| 495  | 544  | 576  | 478  | 511  | 512  | 537  | 521  | 521  |

| 1856 | 1861 | 1866 | 1872 | 1876 | 1881 | 1886 | 1891 | 1896 |
| ---- | ---- | ---- | ---- | ---- | ---- | ---- | ---- | ---- |
| 446  | 437  | 449  | 432  | 417  | 432  | 441  | 459  | 425  |

| 1901 | 1906 | 1911 | 1921 | 1926 | 1931 | 1936 | 1946 | 1954 |
| ---- | ---- | ---- | ---- | ---- | ---- | ---- | ---- | ---- |
| 416  | 423  | 408  | 349  | 375  | 373  | 371  | 327  | 281  |

| 1962 | 1968 | 1975 | 1982 | 1990 | 1999 | 2005 | 2006 | 2010 |
| ---- | ---- | ---- | ---- | ---- | ---- | ---- | ---- | ---- |
| 270  | 258  | 220  | 187  | 197  | 205  | 222  | 221  | 216  |

| 2015 | 2020 | 2022 | - | - | - | - | - | - |
| ---- | ---- | ---- | - | - | - | - | - | - |
| 178  | 198  | 201  | - | - | - | - | - | - |

#### Pyramide des âges
La population de la commune est relativement âgée.
En 2018, le taux de personnes d'un âge inférieur à 30 ans s'élève à 29,3 %, soit en dessous de la moyenne départementale (34,9 %). À l'inverse, le taux de personnes d'âge supérieur à 60 ans est de 35,3 % la même année, alors qu'il est de 27,8 % au niveau départemental.
En 2018, la commune comptait 91 hommes pour 91 femmes, soit un taux de 50 % de femmes, légèrement inférieur au taux départemental (51,91 %).
Les pyramides des âges de la commune et du département s'établissent comme suit.
| Hommes | Classe d’âge | Femmes |
| ------ | ------------ | ------ |
| 4,0    | 90 ou +      | 1,0    |
| 9,1    | 75-89 ans    | 13,1   |
| 24,2   | 60-74 ans    | 19,2   |
| 21,2   | 45-59 ans    | 27,3   |
| 13,1   | 30-44 ans    | 9,1    |
| 12,1   | 15-29 ans    | 13,1   |
| 16,2   | 0-14 ans     | 17,2   |

| Hommes | Classe d’âge | Femmes |
| ------ | ------------ | ------ |
| 0,9    | 90 ou +      | 2,2    |
| 7,9    | 75-89 ans    | 10,2   |
| 17,3   | 60-74 ans    | 18,1   |
| 19,8   | 45-59 ans    | 19,1   |
| 17,9   | 30-44 ans    | 17,2   |
| 18,5   | 15-29 ans    | 17,5   |
| 17,6   | 0-14 ans     | 15,6   |

## Culture locale et patrimoine

### Lieux et monuments
L'église située au centre du village est l'église Saint-Pierre-aux-Liens. Sa construction a débuté au XIIe siècle, elle a été agrandie au XVIe siècle par l'ajout de collatéraux couverts de voutes d'ogive de chaque côté de la nef. L'église est aussi décorée d'un retable du XVIIIe siècle. Elle possède aussi une statue de saint Pierre, polychrome du XVIIIe siècle.

### Héraldique
|  | Les armoiries de Braye-sur-Maulne se blasonnent ainsi : De gueules à la divise ondée cousue d'azur accompagnée en chef de deux arbres au naturel et en pointe d'une houe d'or et d'un épi de blé du même passés en sautoir, l'épi brochant sur la houe. |